# Avanos
Avanos – miasto w Turcji, w prowincji Nevşehir. W 2016 roku liczyło 13 390 mieszkańców.